# Y a d'la joie
Y a d'la joie, est une chanson française écrite en 1936 par Charles Trenet sur une musique qu'il compose avec Michel Emer. Cette chanson, l'une des plus connues de son répertoire, l'a rendu célèbre auprès du public.

## Description
Sur un rythme entraînant avec des phrases simples, des allitérations et des paroles optimistes, la chanson évoque avec légèreté la joie de vivre, en mêlant des scènes de la vie quotidienne (un boulanger qui fait son pain, un facteur qui distribue son courrier, le métro qui sort du tunnel de la station Javel et revoit le ciel) à d'autres plus fantaisistes (la tour Eiffel qui part en balade) ou ironiques (un percepteur qui arrête de travailler). Mais le narrateur finit par s'apercevoir qu'il était en train de rêver.

## Histoire
La chanson a été écrite par Charles Trenet alors qu'il effectue son service militaire à la caserne d'Istres, qu'il a intégrée en octobre 1936, et où il s'ennuie beaucoup. Il confie ainsi qu'il l'a créée pour se donner du courage en balayant la cour de la caserne.
Elle a été interprétée pour la première fois sur la scène du Casino de Paris le 10 février 1937 par Maurice Chevalier, puis dans le film de Julien Duvivier L'Homme du jour. La chanson lui avait été apportée par l'éditeur de Charles Trenet, Raoul Breton. Maurice Chevalier avait d'abord refusé face au surréalisme de certains passages (la tour Eiffel qui part en balade), avant de se laisser convaincre par Raoul Breton, aidé en cela par Mistinguett, qui croyait aussi en Trenet.
En septembre 1937, devant le succès remporté par cette chanson qu'il a enregistrée, Maurice Chevalier fait monter Charles Trenet sur la scène du Casino de Paris pour en présenter l'auteur à son public (ce qui ne se fait pas généralement), qui l'ovationne. Avant d'être appelé sous les drapeaux, Charles Trenet avait déjà commencé une carrière artistique dans le duo Charles et Johnny, mais restait encore relativement méconnu : c'est donc là son premier contact avec le public à grande échelle.
Un mois plus tard, Charles Trenet est libéré de ses obligations militaires, et Raoul Breton le fait alors engager par le théâtre de l'ABC pour assurer la première partie du spectacle de Lys Gauty. C'est là qu'il pourra interpréter lui-même sa chanson : c'est alors le début d'un succès éclatant pour le jeune chanteur.

## Contexte
Il se trouve que cette chanson correspond à l'air du temps de l'époque : elle arrive dans un contexte d'insouciance, à l'heure où les réformes sociales du Front populaire en 1936 font découvrir les loisirs aux Français (avec notamment la réduction du temps de travail à 40 heures hebdomadaires, et la création des congés payés, quelques années avant que ne débute la Seconde Guerre mondiale).

## Utilisations
- En 1975, le chanteur-compositeur Jean-Noël Dupré (1946-2008) a donné une version en quelque sorte parodique de cette chanson, car il l'interprète sur un ton morne et triste.
- Elle constitue depuis 1982[7] la bande-son des publicités télévisées de la marque d'eau minérale Badoit, interprétée depuis 2007 par Adrienne Pauly.
- Dans la chanson Hexagone par Renaud Séchan, les paroles « mais y a d'la joie dans les ghettos » sont incluses dans le couplet pour décembre[8].
- À la mort de Charles Trenet en février 2001, les nécrologies de Libération et du Courrier Picard utilisèrent le titre de la chanson mais au passé[9],[10].
- Elle a été utilisée dans le film Effroyables Jardins réalisé par Jean Becker en 2003.
- En août 2011, la série télévisée américaine Funny or Die dans un épisode auquel participe Dave Franco joue Y a d'la joie en fond sonore.
- Cette chanson est celle du générique de début dans le long métrage d'animation Le Magasin des suicides réalisé par Patrice Leconte en 2012.
- Le film Adopte un veuf, réalisé par François Desagnat en 2016, s'ouvre sur cette chanson[11].
- Avalon Jazz Band chante ce titre et d'autres chansons de Charles Trenet[12].